# Jurij Čajka
Jurij Jakovlevič Čajka (rusky Юрий Яковлевич Чайка; * 21. května 1951 Nikolajevsk na Amuru) je ruský právník a politik, od ledna 2020 zplnomocněný zástupce ruského prezidenta v Severokavkazském federálním okruhu. V letech 1999 až 2006 působil jako ministr spravedlnosti Ruské federace. Od června 2006 do ledna 2020 byl generálním prokurátorem a členem Rady bezpečnosti Ruské federace.
Absolvoval Sverdlovský právní institut a pak pracoval na prokuratuře v Irkutsku.
V roce 2013 jako první polistopadový ruský generální prokurátor oficiálně navštívil Českou republiku, kde podepsal s českým nejvyšším státním zástupcem Pavlem Zemanem memorandum o spolupráci mezi oběma zeměmi.
Je nositelem řádu Za zásluhy o vlast.

## Rodina a podnikání
Jurij Čajka je ženatý a má dva dospělé syny. Podle dokumentu, který v prosinci 2015 zveřejnil Alexej Navalnyj, je starší syn Arťom Čajka majitelem přepychových nemovitostí v hodnotě desítek milionů eur v Řecku a Švýcarsku.
Mladší syn Igor podle protikorupčního fondu zbohatl na státních zakázkách, které získává za pomoci otcova vlivu přes neprůhledná výběrová řízení.